# 黑龍江龍屬
黑龍江龍屬是鴨嘴龍科賴氏龍亞科的一屬，化石發現於中國黑龍江省，年代為白堊紀晚期。
黑龍江龍的化石發現於黑龍江省漁亮子組的一個屍骨層，與鴨嘴龍亞科烏拉嘎龍的化石一起被發現。在2008年，帕斯卡·迦得弗利茲教授（Pascal Godefroit）與其同事宣布發現了這兩種恐龍。模式種是鄂倫春黑龍江龍（S. elunchunorum），屬名在滿語中意為「黑」，意指黑龍江；種名則是以鄂倫春族為名。
黑龍江龍的正模標本（編號GMH W453）是一個部份頭骨。另外，迦得弗利茲與其同事將同一屍骨層的其他化石歸類於此屬，包含頭骨碎片、肩帶、肱骨、骨盆。黑龍江龍具有許多獨有衍徵。迦得弗利茲等人提出一個系統發生學研究，將黑龍江龍歸類於賴氏龍亞科的未定屬如同其他鴨嘴龍類，黑龍江龍應是植食性恐龍。。